# Ohre
Ohre är en cirka 110 km lång å i norra Tyskland, biflöde till Elbe. 